# Antihemorroidal
Un antihemorroidal, o antihemorroïdal, és una substància que té acció sobre les hemorroides o en calma el dolor que produeixen.
Hi ha plantes que s'utilitzen com antihemorroidals com per exemple el salze blanc i el llorer.